# 1936 en basket-ball
Chronologie du basket-ball
1935 en basket-ball - 1936 en basket-ball - 1937 en basket-ball
Les faits marquants de l'année 1936 en basket-ball :

## Récapitulatifs des principaux vainqueurs de compétitions 1934-1935

### Masculins
| Europe - France : SCPO Paris. - Italie : Borletti Milano. - URSS : Moscou (Cette année-là, le championnat était joué par des cités, des régions et des républiques soviétiques). | Amériques | Afrique, Asie, Océanie |

### Féminines
| Europe - Italie : Ambrosiana Milano. Amériques | Afrique, Asie, Océanie |

## Août
- 7 août : Le basket-ball devient une épreuve officielle pour la première aux Jeux olympiques : États-Unis.